# 種田誠
種田 誠（たねだ まこと、1945年8月7日 - ）は、日本の政治家、弁護士。茨城県水戸市谷田町出身。茨城中学校、茨城県立水戸第一高等学校、中央大学法学部法律学科卒業。元参議院議員（1期）､元日弁連副会長。茨城バングラデシュ友好協会名誉顧問。種田法律事務所所長。学校法人茨城理事長。

## 経歴
- 1945年 - 水戸市生まれ
- 1961年 - 茨城中学校卒業
- 1964年 - 水戸第一高等学校卒業
- 1968年 - 中央大学法学部卒業
- 1973年 - 司法試験合格
- 1974年 - 司法修習生（28期）
- 1976年 - 司法修習終了、弁護士登録（第一東京弁護士会、横地秋二法律事務所）
- 1979年 - 水戸市内で独立開業（茨城県弁護士会）
- 1989年 - 第15回参議院議員通常選挙当選（茨城県選挙区、日本社会党）
- 2001年 - 茨城県弁護士会会長
- 2003年 - 日弁連副会長
- 2006年 - 法テラス茨城所長
- 2011年 - 学校法人茨城理事長
- 2015年 - 秋の叙勲で旭日中綬章受章[1]。

## 人物
- 空襲の影響で防空壕の中で生まれたといわれている。父・六郎、母・恒子、三兄弟の長男であった。
- 実父の種田六郎（たねだろくろう、1920年（大正9年）7月9日 - ）は元水戸市議会議員､元茨城県議会議員、元社会党水戸支部書記長。
- 1989年の第15回参議院議員通常選挙で茨城県選挙区から初出馬。約53万票を獲得しトップ当選。当時の県内参院選最多得票記録を約13万票も塗りかえる歴史的大勝であった。
- 参議院議員時代には､日本社会党に所属しながらPKOに積極的な姿勢を示した。また、ブータンやバングラデシュでの選挙監視活動、アジアハイウェイ構想推進等に尽力した。
- 参議院議員時代から現在まで継続的にバングラデシュ支援に取り組み、私財を投じて現地に学校を建てるなどしている。
- 1995年の第17回参議院議員通常選挙で落選し､政界引退。引退後も民主党関係者を通じて国政､地方行政に一定の影響力があると言われている。
- 元茨城県知事の橋本昌、映画監督の小泉堯史は水戸一高時代の同期。
- 趣味は山登りとゴルフ。定期的にゴルフ種田杯を開催している。高校時代にはラグビー部に所属。
- 水戸事件では、知的障害者に対する暴行・傷害などの罪で立件されていたアカス紙器社長の弁護士を務めていた。